# Grand Prix Gazipaşa
Der Grand Prix Gazipaşa ist ein Straßenradrennen in der Türkei und umfasst ein Rennen für Männer und ein Rennen für Frauen.
Die Eintagesrennen wurden erstmals im Jahr 2019 ausgetragen und finden in der Region um die Stadt Gazipaşa an der türkischen Mittelmeerküste statt. Die Rennen sind in die UCI-Kategorie 1.2 eingestuft, das Männer-Rennen gehört zur UCI Europe Tour.

## Palmarès Frauen
| Jahr | Sieger       | Zweiter             | Dritter            |
| ---- | ------------ | ------------------- | ------------------ |
| 2019 | Ina Sawenka  | Marija Nowolodskaja | Marija Miljajewa   |
| 2020 | Olha Schekel | Polina Kirillova    | Galina Chernyshova |
| 2022 | Olha Schekel | Julija Birjukowa    | Yanina Kuskova     |

## Palmarès Männer
| Jahr | Sieger             | Zweiter          | Dritter          |
| ---- | ------------------ | ---------------- | ---------------- |
| 2019 | Branislau Samojlau | Gian Friesecke   | Márton Dina      |
| 2020 | Mamyr Stasch       | Yauheni Karaliok | Alan Banaszek    |
| 2021 | Raman Tsishkou     | Mamyr Stasch     | Alan Banaszek    |
| 2022 | Onur Balkan        | Irwandie Lakasek | Jewgeni Giditsch |